# Léon-Victorin Legrand
Pour les articles homonymes, voir Legrand.
Léon-Victorin Legrand (20 janvier 1791, Saint-Just-en-Chaussée - 2 avril 1878, Saint-Just-en-Chaussée), est un haut fonctionnaire et homme politique français. Il est aussi appelé Legrand (de l'Oise) pour le distinguer de son homonyme, Alexis Legrand, directeur général des ponts et chaussées à la même époque.

## Biographie
Neveu du général-comte Legrand et du comte Dauchy, ainsi que parent de l'abbé Haüy, il est le fils Pierre Charles Legrand (1748-1816), maître de la poste aux chevaux au Plessier-Saint-Just, et de Marie Marguerite Elizabeth Dauchy. Il fit ses études au lycée Louis-le-Grand. Il est employé auprès de son oncle, intendant général des provinces illyriennes en 1809. En mai 1810, il entra dans l'administration des finances comme élève-inspecteur du Trésor. Sous-inspecteur en 1811 puis inspecteur en 1817, il fut admis à la retraite sur sa demande en 1824 pour s'occuper d'agriculture. 
Maire de Saint-Just, il entra dans la vie politique le 5 juillet 1831, ayant été élu député du 4e collège de l'Oise, contre Alexandre de La Rochefoucauld. Legrand siégea au centre gauche et vota parfois avec l'opposition constitutionnelle. Réélu député, le 21 juin 1834, contre M. de Fitz-James, il fut, à l'avènement du cabinet du 22 février 1836, nommé secrétaire général du ministère du Commerce et directeur des haras et de l'agriculture. Obligé, par suite, de se représenter devant ses électeurs, il obtint d'eux le renouvellement de son mandat, le 25 mars 1836. Il dut le solliciter à nouveau le 14 août de la même année, après avoir été appelé au poste de directeur des eaux et forêts. 
Administrateur habile, Legrand réorganisa la direction des eaux et forêts, qu'il garda jusqu'au 1er octobre 1838, époque à laquelle il donna sa démission.  
Dans l'intervalle, il avait été réélu député, le 4 novembre 1837. Il reprit sa place dans les rangs du tiers-parti, fut encore réélu, le 2 mars 1839, et se vit replacé, par le cabinet du 12 mai, à la tête de l'administration des forêts, qu'il quitta à la chute de ses amis politiques, le 1er mars 1840. Le ministère du 29 octobre 1840 nomma Legrand directeur général des contributions directes, et le rappela, en 1843, à la direction générale des forets. Il s'occupa du reboisement des terrains vagues et des terrains on pente, et contribua surtout à la présentation de la loi sur la police de la chasse. 
Il ne cessa de faire partie de la Chambre des députés jusqu'à la fin du règne, ayant obtenu sa réélection: le 13 juillet 1839, le 25 décembre 1840, le 9 juillet 1842 et le 1er août 1846. Dans les dernières années, il s'était sensiblement rapproché du parti « doctrinaire » et il avait vote, en 1845, pour l'indemnité Pritchard, et contre les projets de réforme électorale. Cette évolution fut sévèrement appréciée par les journaux de l'opposition. 
Legrand conserva sa direction après la révolution de février. Il exerça encore les fonctions de secrétaire général du ministère des Finances.
Il épousa en juillet 1836 à Caroline Félicité Sophie Despréaux de Saint-Sauveur (1817-1887).
En 1852, il se retire de la vie politique et rejoint une propriété qu'il possédait aux environs de Beauvais où il meurt le 2 avril 1878.

## Mandats administratifs
- 1836 : secrétaire général du ministère du Commerce et directeur des haras et de l'agriculture ;
- 1836-1838 : directeur général des Forêts ;
- 1839-1840 : directeur général des Forêts ;
- 1840-1843 : directeur général des Contributions directes ;
- 1843-1848 : directeur général des Forêts ;
- 1848-1852 : secrétaire général du ministère des Finances ;
- 1852 : directeur général des Forêts[3].

## Sources
- « Léon-Victorin Legrand », dans Adolphe Robert et Gaston Cougny, Dictionnaire des parlementaires français, Edgar Bourloton, 1889-1891 [détail de l’édition]